# Plaine d'Ariège
Pour les articles homonymes, voir Ariège.
La plaine d'Ariège, parfois appelée Basse-Ariège, ou piémont ariégeois, et plus rarement Aganaguès (ce terme définissant historiquement et géographiquement de façon précise la plaine entre Pamiers et Auterive) est la partie du département d'Ariège la moins élevée et la plus septentrionale, prolongement au sud de la plaine toulousaine.
C'est l'unique portion du département située en plaine. La section strictement ariégeoise de cet ensemble s'étend sur environ 230 km2, soit à peine 5 % de la surface totale du département.
Elle occupe approximativement la moitié est du Pays des Portes d'Ariège-Pyrénées.

## Géographie
À l'ouest, la rivière Ariège sépare nettement la plaine des premières collines du Podaguès, s'étageant du nord au sud de 300 à 600 mètres d'altitude. La plaine se resserre en entonnoir autour de la vallée de l'Ariège au niveau de la commune de Varilhes, à 330 mètres d'altitude, porte d'entrée du secteur montagnard du département.
Au sud et au sud-est, sur une dizaine de kilomètres, la plaine est bordée par les premières hauteurs du massif du Plantaurel, qui ne dépassent pas les 500 mètres, et d'où descend principalement le Crieu.
À l'est, la vallée de l'Hers sépare la plaine des collines du pays de Mirepoix, espace vallonné faisant figure de transition entre le Plantaurel, et le Lauragais au nord. Le léger encaissement de la vallée de l'Hers à ce niveau donne à la plaine ariégeoise une allure de semi-plateau entre Les Pujols et Trémoulet.
Au nord, le secteur se prolonge par le pays toulousain, au fur et à mesure de l'élargissement de la vallée de l'Ariège et de l'aplanissement des coteaux qui la bordent sur sa rive gauche. Le nord-est de la plaine est dominé par les premières hauteurs du Lauragais, au-dessus de Mazères, contribuant à fermer cet espace plan.
La plaine est traversée par de nombreux ruisseaux et petits cours d'eau souvent à sec, comme le Crieu, la Galage, l'Estaut.

## Galerie

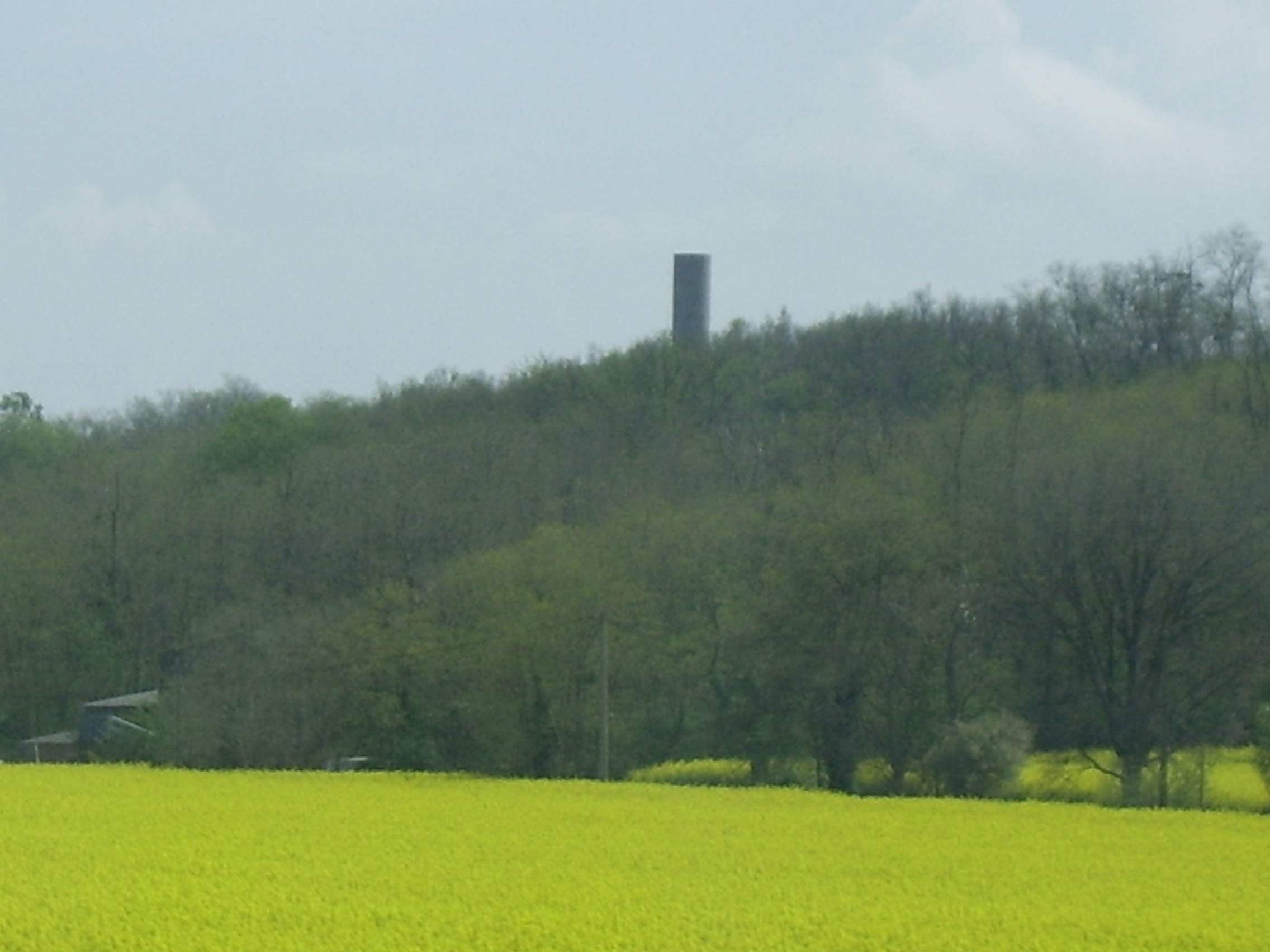
Environs de Montaut.
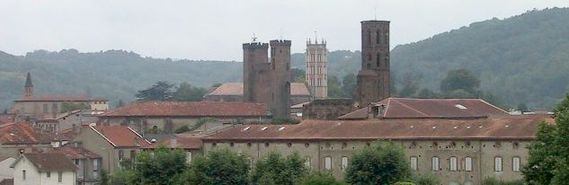
Pamiers : vue générale.
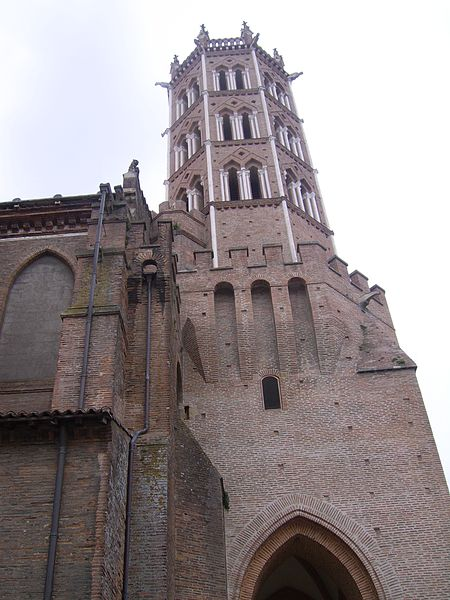
Cathédrale Saint-Antonin de Pamiers.
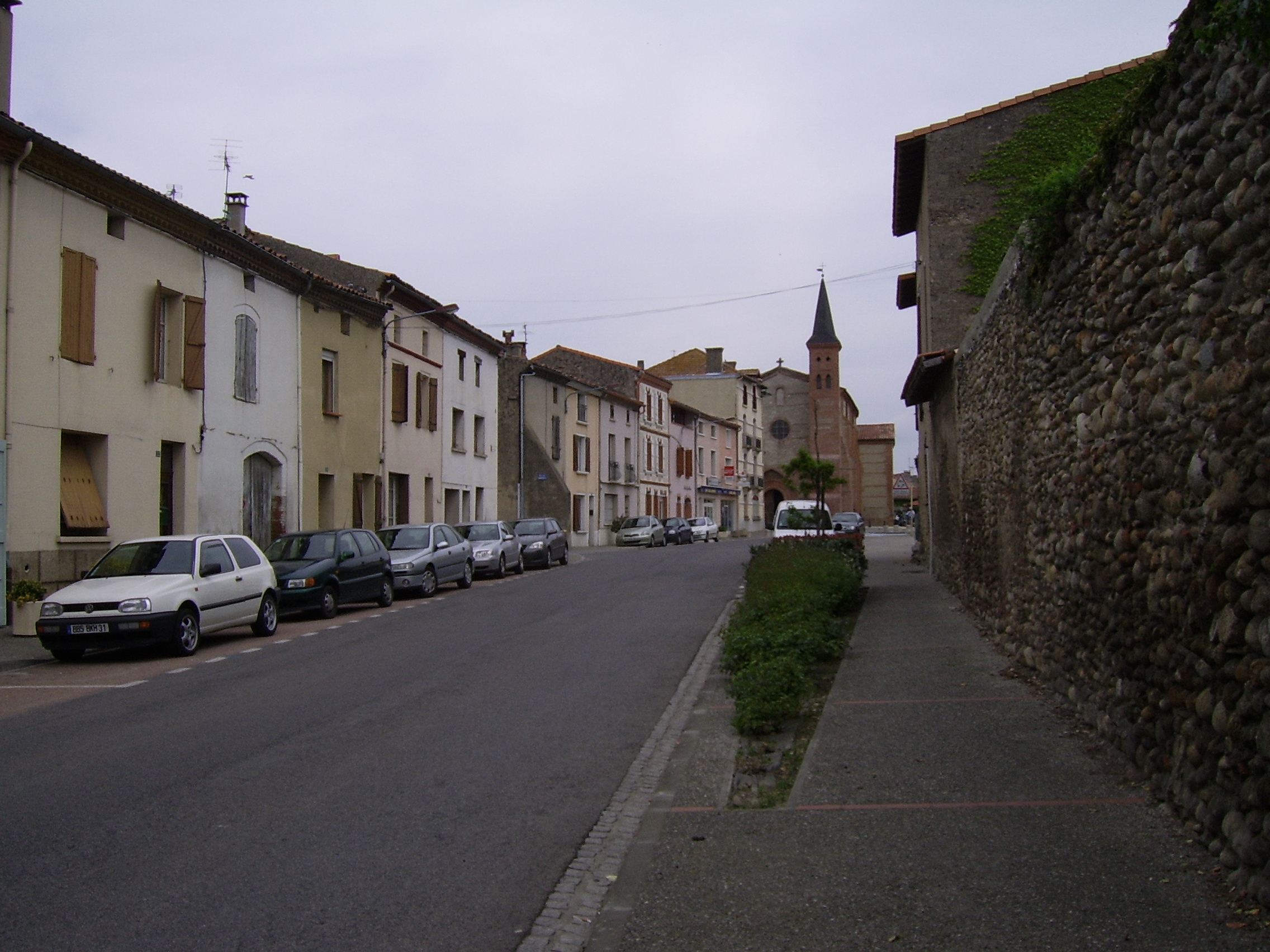
La Tour-du-Crieu.
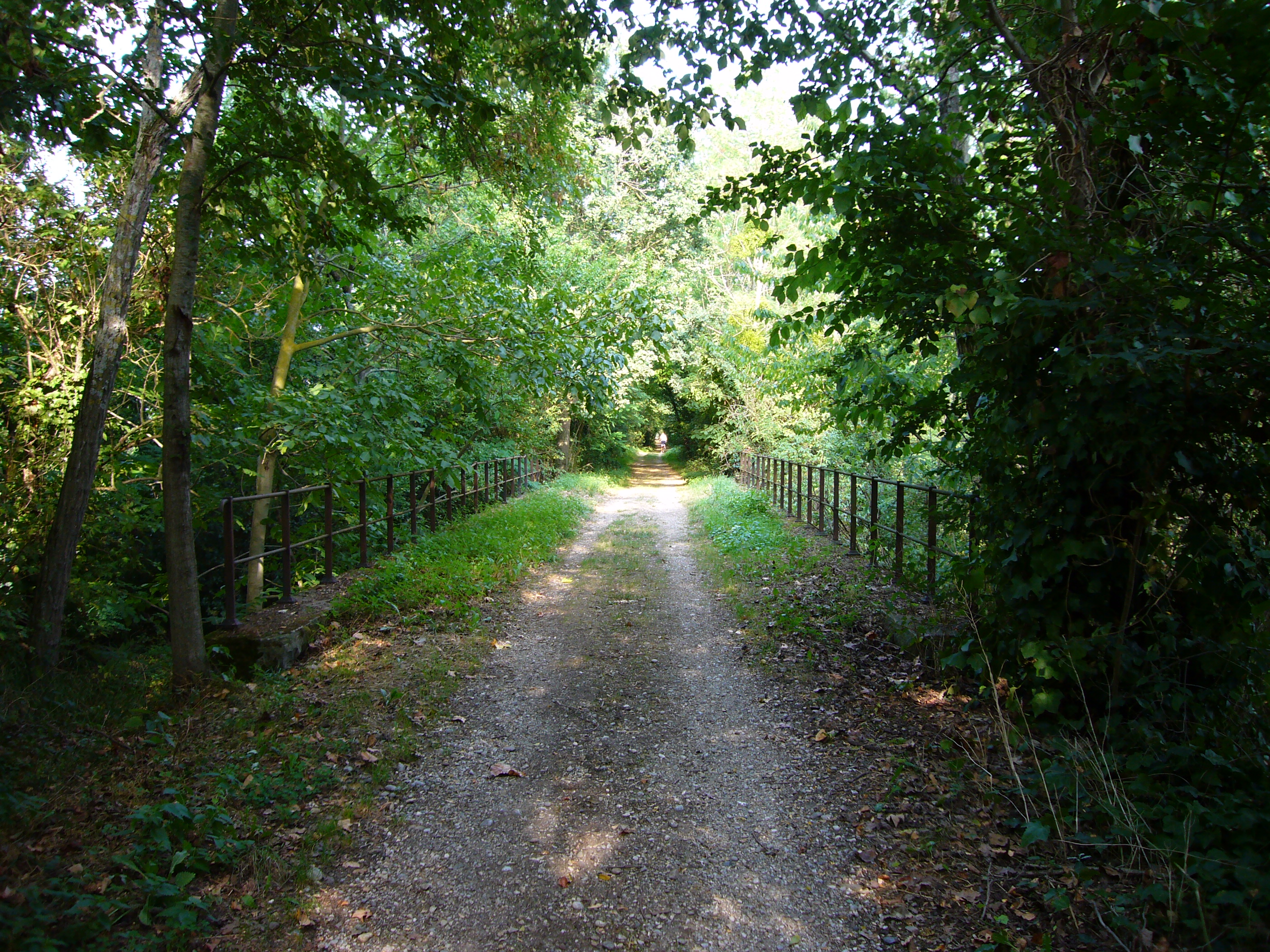
Ancienne voie ferrée Pamiers-Carcassonne.
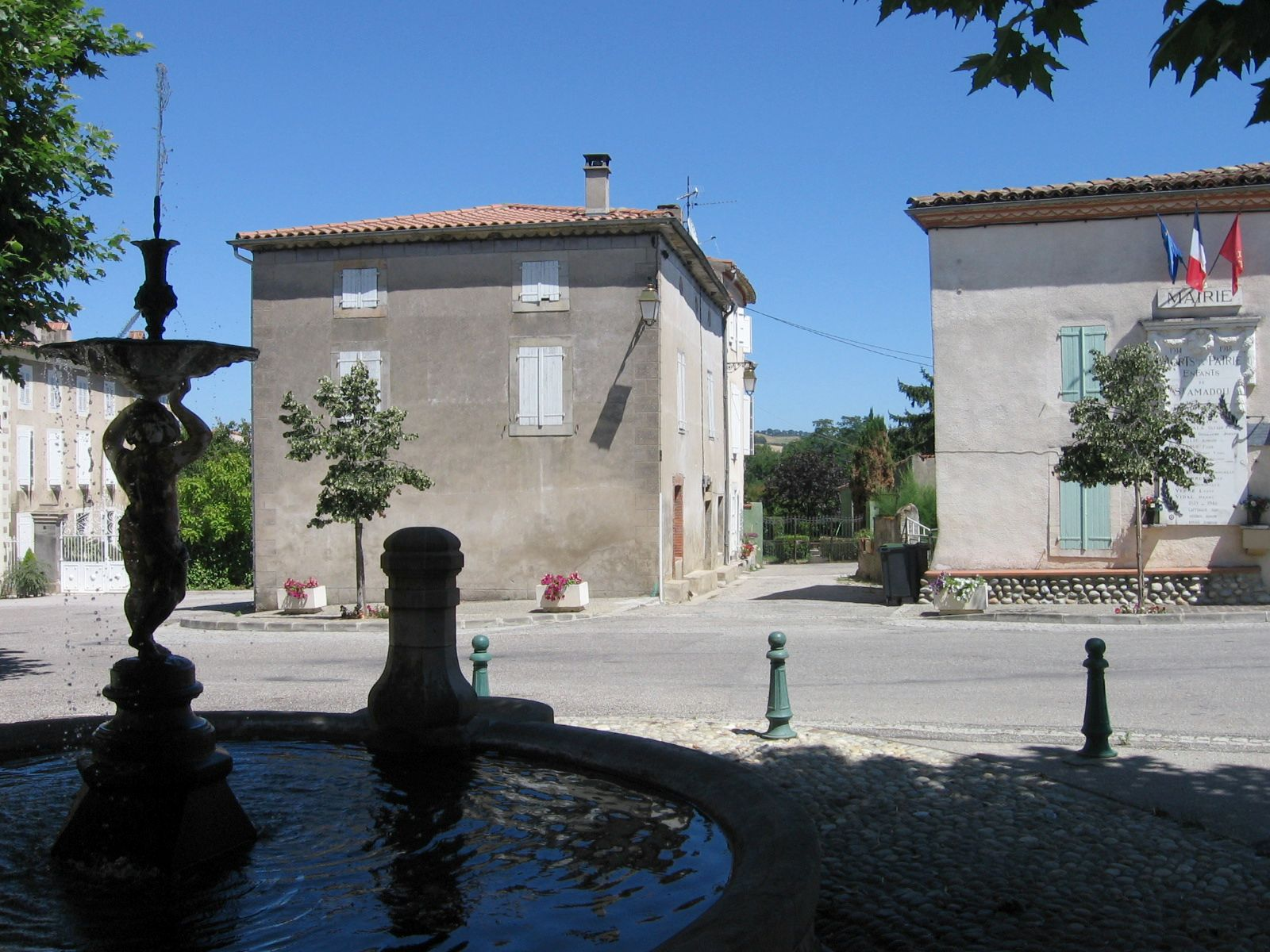
Saint-Amadou.

## Communes
| Nom                      | Code Insee | Intercommunalité                | Superficie (km2) | Population (dernière pop. légale) | Densité (hab./km2) |
| ------------------------ | ---------- | ------------------------------- | ---------------- | --------------------------------- | ------------------ |
| La Bastide-de-Lordat     | 09040      | CC des Portes d'Ariège Pyrénées | 5,97             | 310 (2022)                        | 52                 |
| Le Carlaret              | 09081      | CC des Portes d'Ariège Pyrénées | 9,39             | 286 (2022)                        | 30                 |
| Gaudiès                  | 09132      | CC des Portes d'Ariège Pyrénées | 10,41            | 235 (2022)                        | 23                 |
| Les Issards              | 09145      | CC des Portes d'Ariège Pyrénées | 3,81             | 253 (2022)                        | 66                 |
| Lapenne                  | 09153      | CC du Pays de Mirepoix          | 21,57            | 120 (2022)                        | 5,6                |
| Ludiès                   | 09175      | CC des Portes d'Ariège Pyrénées | 1,87             | 99 (2022)                         | 53                 |
| Mazères                  | 09185      | CC des Portes d'Ariège Pyrénées | 44,04            | 3 866 (2022)                      | 88                 |
| Montaut                  | 09199      | CC des Portes d'Ariège Pyrénées | 35,03            | 694 (2022)                        | 20                 |
| Pamiers                  | 09225      | CC des Portes d'Ariège Pyrénées | 45,85            | 16 512 (2022)                     | 360                |
| Les Pujols               | 09238      | CC des Portes d'Ariège Pyrénées | 13,18            | 862 (2022)                        | 65                 |
| Saint-Amadou             | 09254      | CC des Portes d'Ariège Pyrénées | 4,64             | 272 (2022)                        | 59                 |
| Saint-Félix-de-Tournegat | 09259      | CC du Pays de Mirepoix          | 10,51            | 152 (2022)                        | 14                 |
| Saint-Jean-du-Falga      | 09265      | CC des Portes d'Ariège Pyrénées | 4,03             | 2 864 (2022)                      | 711                |
| Saverdun                 | 09282      | CC des Portes d'Ariège Pyrénées | 61,47            | 4 808 (2022)                      | 78                 |
| La Tour-du-Crieu         | 09312      | CC des Portes d'Ariège Pyrénées | 10,28            | 3 268 (2022)                      | 318                |
| Trémoulet                | 09315      | CC des Portes d'Ariège Pyrénées | 3,89             | 105 (2022)                        | 27                 |
| Vals                     | 09323      | CC du Pays de Mirepoix          | 4,13             | 87 (2022)                         | 21                 |
| Le Vernet                | 09331      | CC des Portes d'Ariège Pyrénées | 5,59             | 693 (2022)                        | 124                |
| Verniolle                | 09332      | CA L'Agglo Foix-Varilhes        | 11,26            | 2 381 (2022)                      | 211                |
| Villeneuve-du-Paréage    | 09339      | CC des Portes d'Ariège Pyrénées | 11,47            | 752 (2022)                        | 66                 |